# Aeroportul Coles County Memorial
Aeroportul Coles County Memorial (IATA: MTO, ICAO: KMTO, FAA LID: MTO) este un aeroport din Illinois, Statele Unite ale Americii ce deservește zona Mattoon⁠(d). Aeroportul a fost tranzitat în 2019 de 308 pasageri.
Situat la o altitudine de 220 m, aeroportul dispune de 3 piste.

## Infrastructură

### Piste
Aeroportul dispune de 3 piste: 
- pista 06/24 din asfalt, cu dimensiunile 5.799 picioare × 100 picioare
- pista 11/29 din asfalt, cu dimensiunile 6.501 picioare × 150 picioare
- pista 18/36 din Iarbă, cu dimensiunile 1.098 picioare × 250 picioare